# Supercoppa svizzera 2017 (pallavolo femminile)
La Supercoppa svizzera 2017 si è svolta il 7 ottobre 2017: al torneo hanno partecipato due squadre di club svizzere e la vittoria finale è andata per la sesta volta al Volero.

## Regolamento
Le squadre hanno disputato una gara unica.

## Squadre partecipanti
| Squadra             | Qualificazione                                                | Ultima partecipazione    |
| ------------------- | ------------------------------------------------------------- | ------------------------ |
| Volero Zurigo       | Vincitrice Lega Nazionale A 2016-17/Coppa di Svizzera 2016-17 | Supercoppa svizzera 2016 |
| Sm'Aesch Pfeffingen | Finalista Coppa di Svizzera 2016-17                           | Supercoppa svizzera 2016 |

## Torneo
| 7 ottobre 2017 St. Leonhard-Halle, Friburgo Durata: ? - Spettatori: ? | Volero Zurigo | 3 - 2 | Sm'Aesch Pfeffingen | 22-25, 25-19, 22-25, 25-23, 15-5 |